# Guido Baltes
Guido Baltes (* 1968 in Krefeld) ist ein deutscher evangelischer Theologe, Musiker, Songwriter, Bandleader und Autor.

## Leben und Wirken
Guido Baltes studierte von 1987 bis 1994 evangelische Theologie an der Lutherischen Theologischen Hochschule Oberursel und der Philipps-Universität Marburg. Zwischen 1994 und 1996 absolvierte er das Vikariat bei der evangelischen Kreuzkirchengemeinde in Wetzlar. 1996 wurde er in der Evangelischen Kirche im Rheinland ordiniert. Anschließend folgte ein einjähriges Sondervikariat im Johanniter-Hospiz Jerusalem, einem Begegnungshaus des Christus-Treffs Marburg in der Altstadt von Jerusalem.
Von 1997 bis 2002 leitete er das Ressort Jugend und junge Erwachsene „ERF junge welle“ des Evangeliumsrundfunks Wetzlar. 2003 zog er erneut nach Jerusalem, zusammen mit seiner Frau Steffi Baltes, die dort die Leitung der Arbeit des Christus-Treffs im Johanniter-Hospiz übernahm. Seit 2009 ist er Dozent für Neues Testament am MBS Bibelseminar (Marburg) und hat außerdem als Privatdozent Lehraufträge an der Philipps-Universität Marburg und der Evangelischen Hochschule Tabor. 2011 promovierte er an der Fakultät Humanwissenschaften und Theologie der Technischen Universität Dortmund mit seiner Dissertation über Hebräisches Evangelium und synoptische Überlieferung. Untersuchungen zum hebräischen Hintergrund der Evangelien und wurde mit dem Dissertationspreis der Universität Dortmund ausgezeichnet. 2022 wurde er an der Philipps-Universität Marburg habilitiert und erhielt die Lehrberechtigung für das Fach Neues Testament.
Baltes war von 1997 bis 2012 Pfarrer der Evangelischen Kirche im Rheinland und seit 2012 Pfarrer der Evangelischen Kirche von Kurhessen-Waldeck mit Predigtauftrag in der ökumenischen Gemeinschaft „Christus-Treff Marburg e.V.“ Von 2003 bis 2016 war er hauptamtlich für den Christus-Treff Marburg tätig und seitdem weiterhin ehrenamtlich als Musiker und Anbetungsleiter sowie in verschiedenen überregionalen Projekten, wie die „Christival-Gebetskonzerte“ 1996 und 2002 oder dem Songwriting-Projekt „Himmel. Erde. Welt.“, für das bekannte und unbekannte junge Songwriter, erfahrene Musiker und ein Missionswerk zusammenkamen, um einem bisher kaum beachteten Thema eine Tür in die deutsche Lobpreiskultur zu öffnen: Weltmission und Weltverantwortung der weltweiten Gemeinde der Anbeter Gottes. Durch viele Übersetzungen internationaler Lobpreislieder ist er zu einem wichtigen Impulsgeber für die Lobpreisszene in Deutschland geworden. Er gehört dem Arbeitskreis Musik des Evangelischen Gnadauer Gemeinschaftsverbands an.
2013 wurde er für seine Untersuchung Hebräisches Evangelium und synoptische Überlieferung mit dem Johann-Tobias-Beck-Preis ausgezeichnet.

## Auszeichnungen
- 2011: Dissertationspreis der Technischen Universität Dortmund[8]
- 2013: Johann-Tobias-Beck-Preis

## Veröffentlichungen
- mit Roland Werner: Faszination Jesus. Was wir wirklich von Jesus wissen können. Aussaat-Verlag, Neukirchen-Vluyn 1992, ISBN 3-7615-1007-1; 4. Auflage, Brunnen Verlag, Gießen 2017, ISBN 978-3-7655-4323-4.
- Anbetung konkret. Ermutigung zu einem lebendigen Lobpreis. Aussaat Verlag, Neukirchen-Vluyn 1993, ISBN 3-7615-3474-4.
- Jesus für heute. Eine Einladung. Aussaat Verlag, Neukirchen-Vluyn 1998, ISBN 3-7615-3596-1.
- Wörship. Handbuch für heilige Himmelsstürmer. Oncken Verlag, Wuppertal 2002, ISBN 3-7893-8060-1.
- Jesus. Dein Leben. Und Du. Let the story begin! Francke, Marburg 2004, ISBN 3-86122-712-6.
- Hebräisches Evangelium und synoptische Überlieferung: Untersuchungen zum hebräischen Hintergrund der Evangelien (= Wissenschaftliche Untersuchungen zum Neuen Testament. Reihe II, Band 312). Mohr Siebeck, Tübingen 2011, ISBN 978-3-16-150953-7.
- Jesus, der Jude … und die Mißverständnisse der Christen. Francke Verlag, Marburg 2013, ISBN 978-3-86827-414-1.
- Mehr als nur ein Lied: Lobpreis und Anbetung in der Gemeinde. Francke Verlag, Marburg 2014, ISBN 978-3-86827-476-9.
- Paulus: Jude mit Mission. Alter Glaube in einer veränderten Kultur. Francke Verlag, Marburg 2016, ISBN 978-3-86827-617-6.
- Die verborgene Theologie der Evangelien. Die jüdischen Feste als Schlüssel zur Botschaft Jesu. Verlag der Francke-Buchhandlung, Marburg 2020, ISBN 978-3-96362-145-1.

als Mitautor
- Orte für die Seele im Heiligen Land. Prominente und ihre Lieblingsplätze. St. Benno Verlag, Leipzig 2022, ISBN 978-3-7462-6251-2.
- als Herausgeber mit Lukas Bormann und Martin Meiser: Understanding Abnormalities in Biblical Figures (= Studies in the Reception History of the Bible. Band 11). Åbo Akademi University, Pennsylvania State University 2022.

Aufsätze
- Labeling Jesus as ‘Glutton and Drunkard’: Abnormality and Social Norm in Jewish Legal and Sapiential Discourses. In: Guido Baltes, Lukas Bormann und Martin Meiser (Hrsg.): Understanding Abnormalities in Biblical Figures (= Studies in the Reception History of the Bible. Band 11). Åbo Akademi University, Pennsylvania State University 2022, S. 141–170.
- „Judenmission“ oder die Sendung Israels? Gottes Mission mit, durch und für Israel. In: Armin Baum, Rob van Houwelingen (Hrsg.): Kernthemen neutestamentlicher Theologie. Brunnen, Gießen 2021, S. 293–309.
- διακρίνειν als Leseaufgabe: Petrus und Kornelius zwischen ungeschriebenem Gesetz und unzuverlässiger Erzählung. In: New Testament Studies. Band 67, 2021, S. 514–540.
- ’His tomb is among us to this day’: David as a witness to the resurrection in Acts 2. In: David Willgren Davage, Erkki Koskenniemi (Hrsg.): David, Messianism and Eschatology in the Book of Psalms: Ambiguity in the reception history of the Bible in Judaism, Christianity, and Islam (= Studies in the Reception History of the Bible. Band 10). Brill, Leiden 2020, S. 219–254.
- Circumcision of the Heart in Paul: From a metaphor of Torah acceptance to a metaphor of Torah polemics. In: Antti Laato (Hrsg.): The Challenge of the Mosaic Torah in Judaism, Christianity and Islam (= Studies on the Children of Abraham. Band 7). Brill, Leiden 2020, S. 88–112.
- Het evangelie voor de Joden: Gods missie met, door en naar Israël. In: Rob van Houwelingen, Armin Baum (Hrsg.): Theologie van het Nieuwe Testament in twintig thema’s. Kok Boekencentrum, 2019, S. 275–290.
- Wirklich eine „Generation Lobpreis“? Vom einenden und trennenden Potenzial zeitgenössischer Lobpreismusik. In: Zeitschrift für Theologie und Gemeinde. Ausgabe 24, 2019, S. 296–317.
- The Prodigal Son and his Angry Brother: Jacob and Esau in a parable of Jesus?. In: Lukas Bormann (Hrsg.): Abrahams Family: A Network of Meaning in Judaism, Christianity and Islam (= Wissenschaftliche Untersuchungen zum Neuen Testament. Reihe I, Band 415). Mohr Siebeck, Tübingen 2018, ISBN 978-3-16-156302-7, S. 275–298.
- Freiheit vom Gesetz: Eine paulinische Formel? Paulus zwischen jüdischem Gesetz und christlicher Freiheit. In: Armin Baum, Detlef Häußer, Emmanuel Rehfeld (Hrsg.): Der jüdische Messias Jesus und sein jüdischer Apostel Paulus (= Wissenschaftliche Untersuchungen zum Neuen Testament. Reihe II, Band 425). Mohr Siebeck, Tübingen 2016, S. 265–316.
- Jesus aus der Sicht des modernen Judentums. In: Rolf Hille (Hrsg.): Gott als Mensch. Christologische Perspektiven. Bericht über die Theologische Studienkonferenz des Arbeitskreises für Evangelikale Theologie (AfeT) im November 2013 in Bad Blankenburg. Brunnen, Gießen 2015, S. 257–303.
- Hebrew Language Approaches to the Gospels and their Contribution to Synoptic Studies. In: Polish Journal of Biblical Research. Band 14, 2015, S. 55–101.
- The Use of Hebrew and Aramaic in Epigraphic Sources of the New Testament Era. In: Randall Buth, Steven R. Notley (Hrsg.): The Language Environment of First Century Judaea. Jerusalem Studies in the Synoptic Gospels (= Jewish and Christian perspectives series. Band 26). Brill, Leiden 2014, ISBN 978-90-04-26340-6, S. 35–65.
- The Origins of the Exclusive Aramaic Model in the 19th Century: Methodological Fallacies and Subtle Motives. In: Randall Buth, Steven R. Notley (Hrsg.): The Language Environment of First Century Judaea. Jerusalem Studies in the Synoptic Gospels (= Jewish and Christian perspectives series. Band 26). Brill, Leiden 2014, ISBN 978-90-04-26340-6, S. 9–34.
- Worship-Musik im europäischen Kontext. In: Jochen Arnold, Folkert Fendler, Verena Grüter, Jochen Kaiser (Hrsg.): Gottesklänge – Musik als Quelle und Ausdruck des christlichen Glaubens. Evangelische Verlagsanstalt, Leipzig 2013, S. 247–259.
- Tikkun Olam – Heilung der Welt: Jüdische Ansätze zur Gesellschaftsveränderung. In: Tobias Faix, Tobias Künkler (Hrsg.): Die verändernde Kraft des Evangeliums (= Transformationsstudien. Band 4). Francke, Marburg 2012, ISBN 978-3-86827-320-5, S. 96–212.
- Die Trennung der Wege: Ungewollt, unvermeidlich, unwiderruflich? In: Marie-Sophie Lobkowicz: Geistgewirkt, Geistbewegt. Präsenz Verlag, Hamburg 2010, S. 31–49.
- Die Kirche und das messianische Judentum. In: Marie-Sophie Lobkowicz: Auf geführtem Weg. Glaubensschritte des Fürstenpaares Castell. Präsenz, Hünfelden 2008, S. 203–214.
- Praise & Worship: Musikstil oder mehr? In: Wolfgang Kabus (Hrsg.): Popularmusik und Kirche: Ist es Liebe? Das Verhältnis von Wort und Ton (= Friedensauer Schriftenreihe. Reihe C, Band 9). Peter Lang, Frankfurt 2006, S. 99–120.
- Worship Songs: exklusiv – uniform – international? Beobachtungen eines Tatbeteiligten. In: IAH Bulletin. Ausgabe 33, 2005, S. 63–96.

Tonträger
- 1995: Kommt, feiert Jesus! Das Gebetskonzert zum Christival 1996 (CD)
- 2001: Jesus zuerst: Hören und Beten. Das Gebetskonzert zum Christival 2002 (CD)
- 2003: Expect.Everything – Guido Baltes & Band (CD)
- 2013: Himmel. Erde. Welt. (CD) Gerth Medien